# Kraljevski park Studley
Kraljevski park Studley u blizini Alfielda engleske regije Yorkshire i Humber, Engleska (Ujedinjeno Kraljevstvo), je park koji zajedno s pripadajućom Opatijom Fountains čini kulturni spomenik koji je upisan na UNESCO-ov popis mjesta svjetske baštine u Europi 1986. godine.

## Povijest
Opatija Fountains je osnovana 1132. godine kao cistercitski samostan koji je djelovao 407 godina, dok je u duhu anglikanske protestantske reforme nije dao zatvoriti engleski kralj Henrik VIII. Opatijsko zemljište je kralj prodao 1540. godine londonskom trgovcu Richardu Greshamu. Nakon nekoliko generacija u vlasništvu obitelji Gresham, prodano je Stephenu Proctoru koji na njemu gradi paladijansku vilu Fountains Hall od 1598. – 1604. godine od kamena s opatijskih zgrada.
God. 1699. imanje Studley nasljeđuje uspješni parlamentarac John Aislabie koji je nakon financijske afere bankrotirao i biva protjeran iz parlamenta, nakon čega se posvećuje svom imanju i započinje formalni park 1718. godine. Nakon njegove smrti, njegov sin William proširuje park kupnjom Opatije Fountains i Fountains Hall, a park dobiva romantičarski slikoviti izgled.
Park je postao najvažnijim primjerom vodenog engleskog parka iz 18. stoljeća i kao takvog ga je 1966. godine otkupilo Vijeće zapadnog jahačkog kraja (West Riding County Council) koji ga prodaju Nacionalnom povjerenstvu kulturne i prirodne baštine (National Trust for Places of Historic Interest or Natural Beauty) 1983. godine koji ga čine Spomenikom kulturne baštine i naposljetku kao UNESCO-ova svjetska baština 1986. godine.

## Glavne odlike
Vodeni park Studleya je dao izraditi John Aislabie 1718. godine, a proširio njegov sin Wiliam s elegantno oblikovanim jezerima, kanalima, hramovima i kaskadama. U parku se, pored slikovite ruine opatije Fountains i vile Fountains Hall nalazi par paviljona poput neo-gotičkog dvorca i paladijanske banket-kuće.
Lady Ripon je unutar parka podigla neo-gotičku Crkvu sv. Djevice Marije u spomen na muža Vynera Ripona kojeg su ubili grčki otmičari 1870. godine. Arhitekt je bio William Burges i crkva je posvećena 1871. godine u tzv. Jelenjskom parku. Jelenjski park je bio dom za oko 500 jelena, ali je izgorio 1716. godine i biljni i životinjski svijet se morao potpuno obnoviti, samo je velika štala iz 1728. – 32. preživjela.
- Toranj gotičkog paviljona u parku
- Fountains Hall
- Opatija Fountains
- Park oko opatije
- Gospina crkva
- Obelisk u parku
- Hram skrušenosti
- Banqueting House
- Kuća Chorister
- "Slapovi bubnjevi"

## Vanjske poveznice
- Službena stranica Opatije Fountains
- Studley Royal i Opatija Fountains- vodič  Arhivirana inačica izvorne stranice od 18. listopada 2007. (Wayback Machine)